# Tauber und Obermaier
Die Kriminalhauptkommissare Jürgen Tauber, gespielt von Edgar Selge, und Jo „Josephine“ Obermaier, gespielt von Michaela May, sind fiktive Personen aus der ARD-Krimireihe Polizeiruf 110, die von 2001 bis 2009 in insgesamt 17 Fällen ermittelten.

## Hintergrund
Ermittlungs- und Drehorte waren München und seine Umgebung.

## Figuren

### Jürgen Tauber
Kriminalhauptkommissar Jürgen Tauber, gespielt von Edgar Selge, ermittelte zunächst an der Seite von Silvia Jansen (Gaby Dohm) in drei Fällen. Von 2001 bis 2009 bildet er mit Jo Obermaier (Michaela May) ein Ermittlerduo. Er geht dezidiert an seine Ermittlungen heran. Tauber denkt sich besonders in die Psyche eines Täters. Trotz seines fehlenden Armes wird er von seinen Kollegen akzeptiert, später allerdings wegen seiner Homosexualität gemobbt, was am Ende zu seiner freiwilligen Kündigung führt.

### Jo Obermaier
Kriminalhauptkommissarin Jo „Josephine“ Obermaier, gespielt von Michaela May, präsentiert sich als selbstbewusste und heimatverbundene Frau. Für sie ist bei Ermittlungsarbeiten Ruhe wichtig, denn ihr Motto ist: „In der Ruhe liegt die Kraft“. Trotz einiger Meinungsverschiedenheiten kommt sie mit ihrem behinderten Kollegen Tauber gut zurecht.

### Weitere Figuren
- Tarik Yilmaz (Tayfun Bademsoy), Obermaiers Mann
- Christine Obermaier (Natalie Spinell), Obermaiers Tochter
- Kevin Yilmaz (Vincent Waas), Sohn von Obermaier und Tarik Yilmaz

## Folgen
Edgar Selge spielte als Jürgen Tauber bereits an der Seite von Gaby Dohm als Silvia Jansen in drei Fällen:
- Polizeiruf 110: Spurlos verschwunden (1998)
- Polizeiruf 110: Kopfgeldjäger (1999)
- Polizeiruf 110: Verzeih mir (2000)

| Folge | Titel                      | Erstausstrahlung | Autor                          | Regie                | Besonderheiten |
| ----- | -------------------------- | ---------------- | ------------------------------ | -------------------- | --- |
| 224   | Gelobtes Land              | 14. Jan. 2001    | Christian Jeltsch              | Peter Patzak         | Premiere auf den Hofer Filmtagen am 26. Oktober 2000. Erster Fall mit Michaela May als Obermaier. |
| 232   | Fluch der guten Tat        | 1. Juli 2001     | Peter Probst                   | Hans-Günther Bücking | |
| 235   | Um Kopf und Kragen         | 13. Jan. 2002    | Carolin Otto                   | Peter Patzak         | |
| 239   | Silikon Walli              | 26. Mai 2002     | Wolfgang Limmer                | Manfred Stelzer      | |
| 245   | Tiefe Wunden               | 19. Jan. 2003    | Christian Limmer               | Buddy Giovinazzo     | Deutscher Fernsehpreis 2003: Bester Schauspieler Fernsehfilm Edgar Selge. |
| 249   | Pech und Schwefel          | 4. Mai 2003      | Klaus Krämer, Kaspar von Erffa | Klaus Krämer         | Deutscher Fernsehpreis 2003: Bester Schauspieler Fernsehfilm Edgar Selge. |
| 258   | Vater Unser                | 22. Aug. 2004    | Christian Jeltsch              | Bernd Schadewald     | |
| 261   | Die Maß ist voll           | 3. Okt. 2004     | Klaus Krämer                   | Klaus Krämer         | |
| 263   | Der scharlachrote Engel    | 20. Feb. 2005    | Günter Schütter                | Dominik Graf         | Adolf-Grimme-Preis mit Gold an Günter Schütter, Dominik Graf, Michaela May, Edgar Selge und Nina Kunzendorf. Deutscher Fernsehpreis 2005: Beste Krimi-Reihe.                                                             |
| 267   | Die Prüfung                | 3. Juli 2005     | Boris Gullotta                 | Eoin Moore           | |
| 277   | Er sollte tot              | 6. Aug. 2006     | Rolf Basedow                   | Dominik Graf         | Adolf-Grimme-Preis an Rolf Basedow, Dominik Graf, Edgar Selge und Rosalie Thomass. Sonderpreis für das Drehbuch beim Fernsehfilm-Festival Baden-Baden 2006. Deutscher Fernsehpreis 2006: Förderpreis an Rosalie Thomass. |
| 281   | Mit anderen Augen          | 22. Okt. 2006    | Christian Limmer               | Buddy Giovinazzo     | |
| 283   | Taubers Angst              | 4. Feb. 2007     | Klaus Krämer                   | Klaus Krämer         | |
| 289   | Jenseits                   | 4. Nov. 2007     | Markus Thebe, Boris Gullotta   | Eoin Moore           | |
| 292   | Wie ist die Welt so stille | 13. Apr. 2008    | Alex Buresch, Alain Gsponer    | Alain Gsponer        | |
| 294   | Rosis Baby                 | 3. Aug. 2008     | Matthias Pacht, Alex Buresch   | Andreas Kleinert     | |
| 305   | Endspiel                   | 8. Nov. 2009     | Alexander Adolph               | Andreas Kleinert     | Letzter Fall mit Michaela May als Obermaier und Edgar Selge als Tauber. |

## Rezeption

### Auszeichnungen
Filme mit den Ermittlern Tauber und Obermaier wurden mehrfach mit dem Deutschen Fernsehpreis und dem Adolf-Grimme-Preis ausgezeichnet.

### Kritik
Die beiden Figuren wurden überwiegend als Bereicherung für den Polizeiruf 110 bewertet, die durch den frühen Ausstieg von Edgar Selge noch nicht „verbraucht“ gewesen seien. Zu den einzelnen Fällen gab es jedoch unterschiedliche Kritiken – oft mit Verweis auf das Drehbuch.
Anlässlich der letzten Folge Endspiel lobte Der Tagesspiegel, wie vielfältig und umfassend sozial-gesellschaftliche Missstände in Deutschland thematisiert wurden, und zog das Fazit:

„Der ‚Polizeiruf‘ mit Tauber und Obermaier, das war immer auch der subtile, behutsame und präzise Blick auf das Dahinter bei den Menschen. Es darf durchaus so gesagt werden: Auf die Abgründe der menschlichen Seele. Vollkommen unprätentiös.“

Die Frankfurter Rundschau wies auf die Bedeutung von Taubers Behinderung für das Ermittlerduo hin:

„Denn der beste Tatort ist der Münchner Polizeiruf. War der Münchner Polizeiruf. Das lag an Edgar Selge, der elf Jahre dabeiblieb, bevor er nicht mehr wollte, aber es lag auch an der genialen Figur des einarmigen Ermittlers Tauber. […] Taubers Versehrtheit war immer hundertprozentig präsent. […] Aber selten wurde Taubers Arm ausgespielt. Interessanterweise waren das oft schwächeren Folgen.“